# Ašmunikal
Ašmunikal (... – 1370-65 a.C. ca.) è stata una regina ittita del Nuovo Regno.

## La figlia del Re
Figlia naturale della Regina Regnante ittita Nikkalmati e del sovrano Tudhaliya (indicato in questo progetto con l'appellativo di Tudhaliya I/II), ritenuto convenzionalmente il primo del nuovo regno, visse all'inizio del XIV secolo a.C.
Sappiamo per certo che sposò Arnuwanda I, anch'egli descritto nelle fonti ittite come figlio di Tudhaliya I/II; essendo il matrimonio tra fratelli strettamente proibito nel mondo Ittita, gli studiosi hanno ragionevolmente concluso che questi sia stato adottato dal sovrano, una volta sposata la figlia, al fine di spianarne la strada alla successione al trono; infatti per un periodo Arnuwanda I fu coreggente di Tudhaliya I/II, ed è rimarchevole il caso di un trono tramandato per linea padre-figlia, comune talvolta in altre culture (ad esempio quella egizia) e tra gli Ittiti, ma solo nelle prime fasi dell'antico regno.
Nonostante Tudhaliya avesse figli maschi propri, ritenne di scegliere come erede per il trono il genero, adottandolo ed elevandolo a proprio co-reggente; l'associazione funzionò, ed Arnuwanda fu effettivamente sovrano (ed Asmunikal regina) per alcuni anni, verosimilmente attorno al 1380-1370 a.C.
Molti documenti recano il sigillo della regina associato a quello del re, consuetudine ittita ma particolarmente usata da Arnuwanda I, forse proprio per legittimare tramite la consorte il proprio ruolo; inoltre va rimarcato come Asmunikal sia una delle sole tre regine ittitedi cui ci siano giunti documenti recanti il suo solo sigillo, senza quello del re a fianco, circostanza assai rara dal momento che la regina nel mondo ittita svolgeva rilevanti funzioni religiose ma non era certo da considerarsi una co-reggente.
Di Asmunikal, vissuta in un periodo di grande travaglio per il regno, ci sono giunte svariate preghiere ed orazioni agli dei affinché cessassero le incursioni dei Kaska che stavano devastando numerosi centri del Nord ittita.

## La famiglia reale
Grazie a un importante impulso dato all'apparato burocratico da Arnuwanda I, abbiamo molte informazioni sulla composizione della famiglia reale in ragione dell'elevato numero di testi sacri e amministrativi giunti sino a noi.
Oltre al tuhkanti Tashmi-Sharri, già adulto è sposato con Satanduhepa prima di ascendere al trono, la coppia reale ebbe almeno altri tre figli maschi: Manninni, Pariyawatra e Kantuzzili, elencati sempre rigorosamente in questo ordine nei testi, che dovrebbe seguire il criterio di anzianità e probabilmente un altro figlio, il maggiore, morto prima che Arnuwanda salisse al trono, Ašmi-Šarrumma, e una figlia, Lalantiwasha.
Taluni ipotizzano la presenza di un ulteriore figlio minore, Tulpi-Tešub, ma dalla comparazione dei testi appare probabile che si tratti di un nipote della coppia reale; il padre sarebbe stato invece Manninni o più facilmente proprio Ašmi-Šarrumma.
L'investitura di Tashmi-Sharri come erede avviene in una elaborata cerimonia alla quale, oltre ai genitori e alla moglie Satanduhepa, presenziano i fratelli e Tulpi-Tešub, qui indicato alla riga 9 espressamente come "nostro nipote" ed evidentemente già abbastanza adulto da essere citato, ma dalla quale manca Manninni, verosimilmente già morto. Tali circostanze fanno ipotizzare che Arnuwanda sia asceso al trono in età piuttosto avanzata e che di conseguenza il suo predecessore Tudhaliya I/II abbia avuto un regno particolarmente lungo.
Non abbiamo date esatte della durata del regno di Arnuwanda, che non deve aver superato come monarca unico 5-10 anni; è verosimile immaginare che sia asceso al trono come co-reggente attorno al 1385-80 per poi lasciarlo al figlio Tudhaliya III attorno al 1375.
Asmunikal deve essere morta appena dopo il marito e fu seguita, contrariamente a quanto indicato dalla lista di Nuntarriyasha, nel ruolo di Regina Regnante non da Daduhepa, seconda moglie di suo figlio, ma dalla prima, Satanduhepa, sottoposta ad un'autentica opera di damnatio memoriae dai posteri.